# 엄폐호

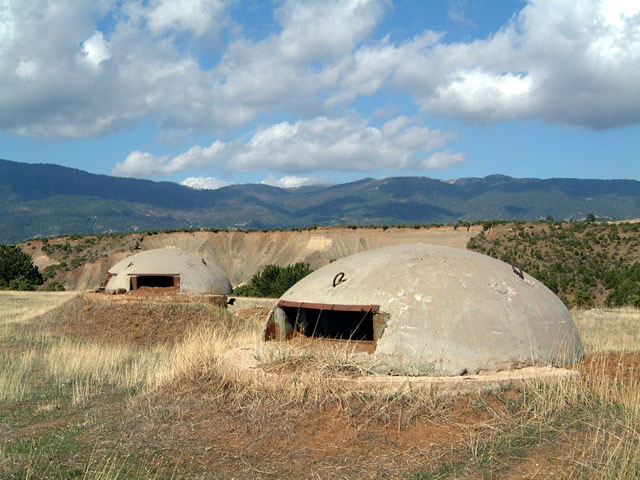
알바니아의 벙커

엄폐호(掩蔽壕, 영어: Bunker)는 콘크리트로 군사적 목적을 위해 만든 요새이다. 키릴 문자 사용 국가에서는 토치카라고도 부른다.

## 이용
벙커는 폭격기가 떨어뜨리고간 폭발물(폭탄)에 대비하기위한 장소이다. 또 잠이 쏟아질수 있으므로 잘수있는 공간도 마련되어있다. 하지만 최첨단 방공호는 통제실,기계실등이 탑재되어있다.폭격을 이겨내려면 벙커의 외벽이 아주 튼튼해야하고 식량도 보관해야한다. 하지만 폭탄은 매우강해서 직격으로 맞으면 아예 사라진다.
또 지상으로 오는 공격을 방어하는 작은 요새같은 것을 수행하는데 대전차무기가 있긴 하지만 전차는 움직이는 방면에 움지이지 못하여 전차에 약하고 매우 약하며 대콘트리트탄과 성형작약탄은 웬만한한 벙커는 파괴할 수 있다 또 움직이지 못하여 포격에 주 타격이고 슈류탄과 대전차보병무기에도 약하기 때문에 요즘엔 잘 쓰지 않는다.

## 미국
미국과 캐나다 공군이 합동으로 운영하는 북미항공우주방위사령부가 있는 샤이엔 산 복합체가 있다.

## 한반도

### 대한민국
대한민국에는 한국 전쟁 이후에는 북한의 핵 유도탄 공격에 대비하여 고정 전투지휘소 겸 폴아웃 엄폐호의 기능도 포함하고 있다.
대한민국 소유
- B-1 - 수도방위사령부
- B-2 - 서울특별시 용산구, 대한민국 국방부
- U-3 - 충청남도 계룡시 계룡대

미국 소유
- CP TANGO - 경기도 성남시, 한미연합군사령부
- CP OSCAR - 대구광역시 캠프 워커
- 서울 지휘소 - 용산 기지
- 박정희 벙커 - 서울특별시 여의도 문래공원

## 같이 보기
- 방공호
- 낙진 대피소
- 특화점
- 준군사조직